# Apodaca Provincial Park
Der Apodaca Provincial Park ist ein 12 ha großer Provinzpark im Südwesten der kanadischen Provinz British Columbia. Der Park liegt im Osten von Bowen Island, am Eingang zum Howe Sound. Der Park gehört zum Greater Vancouver Regional District.
Der Park ist Bestandteil des im September 2021 neu eingerichteten Biosphärenreservat Atl'ka7tsme/Howe Sound, einem UNESCO-Biosphärenreservat.

## Anlage
Das Schutzgebiet liegt an der Ostküste von Bowen Island und wird vom Optimist Creek durchflossen. Es umfasst 8 ha Landfläche sowie 4 ha vorgelagerte Wasserfläche und Gezeitenzone. Im Westen grenzt als weiteres Naturschutzgebiet der Provinz die Bowen Island Ecological Reserve an.
Bei dem von der Provinz als Class A-Park eingestuften Schutzgebiet handelt es sich um ein Schutzgebiet der IUCN-Kategorie II (Nationalpark).

## Geschichte
Das Schutzgebiet wurde am 22. November 1954 eingerichtet. Sein Name geht zurück auf die Isla de Apodaca unter der Bowen Island im Jahr 1791 vom spanischen Marineoffizier und Entdecker José María Narváez kartografiert wurde. 1953 stiftete James S. Matthews, ein Bürger Vancouvers, der Provinz dieses Gelände.

## Flora und Fauna
Das Ökosystem von British Columbia wird mit dem Biogeoclimatic Ecological Classification (BEC) Zoning System in verschiedene biogeoklimatischen Zonen eingeteilt. Diese biogeoklimatischen Zonen zeichnen sich durch ein grundsätzlich identisches oder sehr ähnliches Klima sowie gleiche oder sehr ähnliche biologische und geologische Voraussetzungen aus. Daraus resultiert in den jeweiligen Zonen dann auch ein sehr ähnlicher Bestand an Pflanzen und Tieren. Der Park wird danach der Coastal Western Hemlock Zone zugeordnet.
Der Pflanzenbestand ist mit der Gewöhnlichen Douglasie, der Küsten-Kiefer und dem Amerikanischen Erdbeerbaum sowie der Shallon-Scheinbeere, der Essbaren Prärielilie und den Geißblattgewächsen eher typisch für die Inseln der Gulf Islands.
Die nachweisbaren Tierarten entsprechen der Insellage des Parks. An Land finden sich nur verschiedene kleine Räuber. Große Landräuber kommen im Park nicht vor. Entsprechend sieht es auch bei den Säugetieren aus, d. h. es leben hier hauptsächlich kleine Säuger. Das größte hier an Land vorkommende Säugetier ist der Maultierhirsch (Odocoileus hemionus columbianus, Columbia-Schwarzwedelhirsch).
Die Vogelwelt ist sehr umfangreich, sowohl See- als auch Landvögel finden sich hier. Zu den Vögeln die hier vorkommen gehört auch der Marmelalk, die Taubenteiste oder die Meerscharbe. Weiterhin leben im Park Kanadakleiber (Sitta canadensis), Felsengebirgshuhn (Dendragapus obscurus), die Rotrückenmeise (Poecile rufescens), der Trauerwaldsänger (Setophaga nigrescens, engl. Black–throated Gray Warbler).
Das Meer bieten Lebensraum und Futter, zum Beispiel in Form des Pazifischen Herings oder des Brandungsbarsches und der zahlreichen Lachsarten, für Seehunde und Stellersche Seelöwen sowie für den Gewöhnlichen Schweinswal und den Schwertwal.